# Ivan Pesterev
Ivan Pesterv (in bielorusso Іван Пестерев?; Iževsk, 27 luglio 1975) è un ex biatleta bielorusso.

## Biografia
In Coppa del Mondo ottenne il primo risultato di rilievo il 18 gennaio 1996 a Osrblie (83°) e l'unico podio il 18 dicembre 1998 nelle medesima località (2°). In carriera non prese parte né a rassegne olimpiche né iridate.

## Palmarès

### Coppa del Mondo
- 1 podio (a squadre[1]):
  - 1 secondo posto